# Nita
Nita est un prénom féminin.

## Sens et origine du prénom
- Prénom féminin d'origine nord-amérindienne[1].
- Prénom qui signifie « ours ».
- Aussi le diminutif des prénoms : Anne, Daniela, Jane, Johane tous d'origine hébraïque et de Bonnie d'origine écossaise.

## Prénom de personnes célèbres et fréquence
- Nita Klein, actrice française.
- Nita Naldi, actrice américaine.
- Nita Patel, vaccinologue américano-indienne.
- Prénom aujourd'hui usité aux États-Unis, bien que faiblement[2].
- Prénom dont l'occurrence demeure très faible en France. Il a été donné 237 fois au cours du XXe siècle en France[3].